# Никитин, Антон Никитич
Анто́н Ники́тич Ники́тин (1905, Александровский уезд, Архангельская губерния — июнь 1984) — советский партийный и государственный деятель; председатель Ленинградского облисполкома (1937—1938).

## Биография
С 1917 года работал пастухом, в 1920—1924 годы — литейщиком в Мурманском депо.
В 1924 году вступил в ВКП(б). В 1926—1927 годы — секретарь Кузоменского волостного комитета. Окончив курсы партработников при ЦК ВКП(б), работал секретарём Рудненского парткома (Шахты), заведующим орготделом облисполкома; с 1930 года — в Медвежском райкоме партии на Северном Кавказе. С 1931 года — заместитель председателя райисполкома в Казахстане.
С 1932 года работал в Ленинграде: инструктор Смольнинского райкома партии, с апреля 1936 — второй секретарь Ленинского райкома. С июля 1937 года — первый секретарь Боровичского райкома партии.
С 26 октября 1937 по 14 октября 1938 — председатель Ленинградского облисполкома.
С сентября 1938 года учился в Высшей школе парторганизаторов при ЦК ВКП(б), затем работал в Наркомате совхозов СССР, с 1940 года — в Промакадемии. В 1941—1949 годы — начальник управления промысловой кооперации при Ленгорисполкоме.
Был избран депутатом (от Ленинградской области) Совета Союза Верховного Совета СССР I созыва (1937—1946).
В последующие годы заведовал отделом снабжения строительного управления 2-й госэлектростанции, конторой треста «Севэнергострой», отделом главного управления «Главленстройматериалов», управлением сбыта и комплектации. В 1969 году вышел на пенсию.

## Награды
- орден Красной Звезды
- два ордена «Знак Почёта»
- медали[2].